# رنف قصير الثمر
رنف قصير الثمر (الاسم العلمي: Delonix brachycarpa)، نوع نبات من فصيلة البقولية. يوجد فقط في مدغشقر.